# Album-oriented rock
Album-oriented rock (en español: rock orientado al álbum; comúnmente abreviado a AOR; también conocido como Album-oriented radio: radio orientada al álbum) es una radio fórmula estadounidense de frecuencia modulada, enfocada a la rotación de canciones o fragmentos de un álbum, determinado por un artista musical de rock.
En contraste con las estaciones que se enfocan en emitir sencillos que logran alcanzar el Top 40, en la cual se usa el mismo principio de repetir las mismas canciones en un período de 2 a 6 horas y se sigue un orden estricto en el que el disc jockey no tiene poder de decisión sobre las canciones a reproducir, el surgimiento del AOR en la década de 1970 permitió a los DJ enfocarse en álbumes en vez de sencillos, dándoles mayor libertad a estos de escoger las canciones a reproducir de cualquier disco, así como el orden en el cual estas debían ser reproducidas.
También se nota una preferencia por las versiones de álbum de las canciones en vez de las versiones de sencillo, comúnmente editadas para alcanzar mayor reproducción en las cadenas radiales de Top 40. El concepto de AOR está asociado al de rock clásico, aunque se debe notar que esta radiofórmula no apareció sino hasta la década de 1980.

## Bandas a destacar
Los siguientes artistas formaron parte importante -entre muchos otros- en el surgimiento del AOR, siendo su misma música denominada frecuentemente AOR o adult oriented rock:
- Journey
- Toto
- Ted Nugent
- Kansas
- REO Speedwagon
- Peter Frampton
- Starship
- Fleetwood Mac
- Styx
- Foreigner
- Boston
- Survivor
- Bruce Springsteen
- Asia
- Eagles
- Loverboy